# Rjanggang
Rjanggang (hangul: 량강도, Rjanggang-to, RR: Ryanggang-to) Észak-Korea egyik tartománya. Területe 1948-ig az egységes ország része volt, majd Korea kettészakadása során az északihoz került. 1954-ben hozták létre Észak-Hamgjong (Hamgyŏng) és Dél-Hamgjong (Hamgyŏng) tartományokból. Székhelye Hjeszan (Hyesan). Dél-Koreában az ott végbement nyelvi reformok miatt Janggang tartományként (hangul: 양강도, Janggang-to, RR: Yanggang-do) ismert.

## Földrajza
A tartományt nyugatról Csagang (Chagang), keletről Észak-Hamgjong (Hamgyŏng), délről Dél-Hamgjong (Hamgyŏng) nyugatról pedig a Dél-Phjongan (P'yŏngan) tartomány határolja. Északról természetes határvonalat a Jalu és a Tumen folyók biztosítanak.
Legmagasabb pontja a 2750 méter magas Pektuszan (백두산; 白頭山, Paektusan).

## Közigazgatása
Rjanggang (Ryanggang)nak 2 városa (si) és 10 megyéje (kun) van.
Városa:
- Hjeszan (Hyesan) (혜산시; 惠山市) székhely
- Szamdzsijon (Samjiyŏn) (삼지연시; 三池淵市)

Megyéi:
| - Kapszan (Kapsan) (갑산군; 甲山郡) - Kim Dzsongszuk (Kim Jŏng-suk) megye (김정숙군; 金正淑郡) (1981 előtt Sinpha (Sinp'a); 신파군; 新坡郡) - Kim Hjonggvon (Kim Hyŏng-gwŏn) megye (김형권군; 金亨權郡) (1990 előtt Phungszan (P'ungsan); 풍산군; 豊山郡) - Kim Hjongdzsik (Kim Hyŏng-jik) megye (김형직군; 金亨稷郡) (1988 előtt Hucshang (Huch'ang); 후창군; 厚昌郡) - Tehongdan (Taehongdan) (대홍단군; 大紅湍郡) | - Pocshon (Poch'ŏn) (보천군; 普天郡) - Pegam (Paegam) (백암군; 白岩郡) - Szamszu (Samsu) (삼수군; 三水郡) - Phungszo (P'ungsŏ) (풍서군; 豊西郡) - Unhung (Unhŭng) (운흥군; 雲興郡) |

## Gazdaság
Rjanggang (Ryanggang) tartomány gazdasága bányászatra, erdőgazdálkodásra, fafeldolgozóiparra, könnyűiparra és gépiparra épül.

## Oktatás
Rjanggang (Ryanggang) tartomány területén három egyetem található: Kim Dzsongszuk (Kim Jŏng-suk) Egyetem (김정숙사범대학; 金正淑師範大學), Rjanggang (Ryanggang) Egyetem (량강대학; 兩江大學), Karimcshon (Karimch'ŏn) Egyetem (가림천대학; 佳林川大學).

## Egészségügy
A tartomány két legnagyobb kórháza a Rjanggang tartományi Népkórház (량강도인민병원; 兩江道人民病院) és a Hjeszani Kórház (혜산산원; 惠山産院).

## Közlekedés

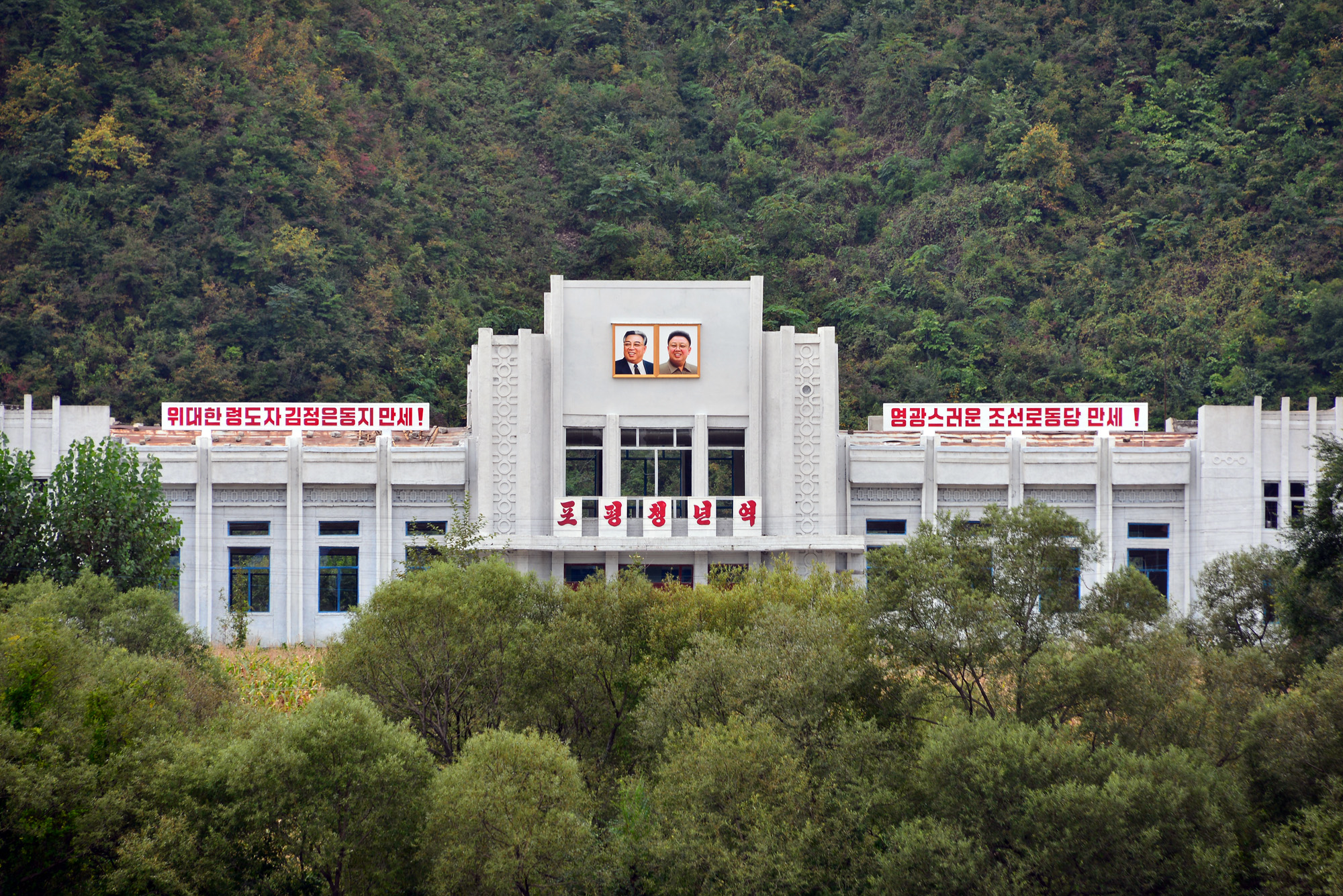
Phophjong (P'op'yŏng) vasútállomás

A tartomány területén találhatóak a Pektuszan cshongnjon (Paektusan ch'ŏngnyŏn) és a Pocshon (Poch'ŏn) vasútvonalak. Előbbi kapcsolattal rendelkezik a Phjongna (P'yŏngra) vasútvonal felé. Megközelíthető továbbá közutakon.